# Nodulus contortus
Nodulus contortus is een slakkensoort uit de familie van de Anabathridae. De wetenschappelijke naam van de soort is voor het eerst geldig gepubliceerd in 1856 door Jeffreys.